# Saint-Jean-de-Sixt
Saint-Jean-de-Sixt és un municipi francès situat al departament de l'Alta Savoia i a la regió d'Alvèrnia-Roine-Alps. L'any 2007 tenia 1.241 habitants.

## Demografia

### Població
El 2007 la població de fet de Saint-Jean-de-Sixt era de 1.241 persones. Hi havia 504 famílies de les quals 156 eren unipersonals (78 homes vivint sols i 78 dones vivint soles), 135 parelles sense fills, 188 parelles amb fills i 25 famílies monoparentals amb fills.
La població ha evolucionat segons el següent gràfic:
Habitants censats

### Habitatges
El 2007 hi havia 1.156 habitatges, 518 eren l'habitatge principal de la família, 600 eren segones residències i 38 estaven desocupats. 538 eren cases i 615 eren apartaments. Dels 518 habitatges principals, 328 estaven ocupats pels seus propietaris, 171 estaven llogats i ocupats pels llogaters i 19 estaven cedits a títol gratuït; 30 tenien una cambra, 83 en tenien dues, 98 en tenien tres, 131 en tenien quatre i 176 en tenien cinc o més. 443 habitatges disposaven pel capbaix d'una plaça de pàrquing. A 260 habitatges hi havia un automòbil i a 226 n'hi havia dos o més.

### Piràmide de població
La piràmide de població per edats i sexe el 2009 era:
| Homes | Edats   | Dones |
| ----- | ------- | ----- |
| 0     | 95 o +  | 0     |
| 0     | 90 a 94 | 0     |
| 4     | 85 a 89 | 4     |
| 4     | 80 a 84 | 4     |
| 8     | 75 a 79 | 8     |
| 12    | 70 a 74 | 20    |
| 8     | 65 a 69 | 24    |
| 16    | 60 a 64 | 24    |
| 44    | 55 a 59 | 12    |
| 40    | 50 a 54 | 52    |
| 24    | 45 a 49 | 36    |
| 36    | 40 a 44 | 36    |
| 44    | 35 a 39 | 32    |
| 56    | 30 a 34 | 48    |
| 48    | 25 a 29 | 52    |
| 20    | 20 a 24 | 32    |
| 24    | 15 a 19 | 32    |
| 32    | 10 a 14 | 36    |
| 48    | 5 a 9   | 40    |
| 28    | 0 a 4   | 36    |

## Economia
El 2007 la població en edat de treballar era de 861 persones, 678 eren actives i 183 eren inactives. De les 678 persones actives 647 estaven ocupades (367 homes i 280 dones) i 29 estaven aturades (12 homes i 17 dones). De les 183 persones inactives 52 estaven jubilades, 68 estaven estudiant i 63 estaven classificades com a «altres inactius».

### Ingressos
El 2009 a Saint-Jean-de-Sixt hi havia 580 unitats fiscals que integraven 1.339 persones, la mediana anual d'ingressos fiscals per persona era de 20.411 €.

### Activitats econòmiques
Dels 119 establiments que hi havia el 2007, 3 eren d'empreses extractives, 3 d'empreses alimentàries, 1 d'una empresa de fabricació de material elèctric, 3 d'empreses de fabricació d'altres productes industrials, 21 d'empreses de construcció, 29 d'empreses de comerç i reparació d'automòbils, 6 d'empreses de transport, 17 d'empreses d'hostatgeria i restauració, 1 d'una empresa d'informació i comunicació, 5 d'empreses immobiliàries, 14 d'empreses de serveis, 14 d'entitats de l'administració pública i 2 d'empreses classificades com a «altres activitats de serveis».
Dels 32 establiments de servei als particulars que hi havia el 2009, 1 era una oficina de correu, 3 tallers de reparació d'automòbils i de material agrícola, 1 autoescola, 3 paletes, 1 guixaire pintor, 6 fusteries, 3 lampisteries, 3 electricistes, 1 empresa de construcció, 1 perruqueria, 1 veterinari, 5 restaurants, 2 agències immobiliàries i 1 tintoreria.
Dels 13 establiments comercials que hi havia el 2009, 1 era un hipermercat, 2 fleques, 1 una fleca, 1 una peixateria, 1 una llibreria, 1 una sabateria, 1 una botiga d'electrodomèstics, 3 botigues de material esportiu, 1 una botiga de material de revestiment de parets i terra i 1 un drogueria.
L'any 2000 a Saint-Jean-de-Sixt hi havia 21 explotacions agrícoles que ocupaven un total de 559 hectàrees.

## Equipaments sanitaris i escolars
L'únic equipament sanitari que hi havia el 2009 era una farmàcia.
El 2009 hi havia 1 escola maternal i 1 escola elemental.

## Poblacions més properes
El següent diagrama mostra les poblacions més properes.